# Убийство Джанни Версаче: Американская история преступлений
«Убийство Джанни Версаче: Американская история преступлений» (англ. The Assassination of Gianni Versace: American Crime Story) — второй сезон телесериала канала FX «Американская история преступлений», премьера которого состоялась 17 января 2018 года. Второй сезон состоит из 9 эпизодов. Сезон исследует убийство дизайнера Джанни Версаче серийным убийцей Эндрю Кьюнененом. Он основан на книге Морин Орт «Вульгарные одолжения: Эндрю Кьюненен, Джанни Версаче и самая большая неудачная полицейская облава в истории США».
Второй сезон получил четыре номинации на премию «Золотой глобус 2019», став лидером по количеству номинаций в телевизионных категориях, и одержал две победы — в категориях «Лучший мини-сериал или телефильм» и «Лучшая мужская роль — мини-сериал или телефильм». Одержал победу в категории «Лучший мини-сериал» на 30-й ежегодной премии Гильдии продюсеров Америки.

## Актёрский состав

### Основной состав
- Эдгар Рамирес — Джанни Версаче
- Даррен Крисс — Эндрю Кьюненен
- Рики Мартин — Антонио Д'Амико[англ.]
- Пенелопа Крус — Донателла Версаче

### Специально приглашённые звёзды
- Джудит Лайт — Мэрилин Миглин
- Эйми Манн — певица в баре
- Финн Уиттрок — Джефф Трэйл

### Повторяющиеся роли
- Джоанна П. Адлер — Мэри Энн Кьюненен
- Джо Адлер[англ.] — Джером Джентес
- Аннали Эшфорд — Элизабет Коут
- Уилл Чейз — детектив Пол Скримшоу
- Джованни Чирфьера — Санто Версаче[англ.]
- Майк Фаррелл — Ли Миглин
- Джей Р. Фергюсон — агент Кит Эванс
- Коди Ферн — Дэвид Мэдсон
- Макс Гринфилд — Ронни Холстон
- Софи фон Хейзелберг[англ.] — Линда Элвелл
- Эдуард Холденер — молодой Эндрю Кьюненен
- Кристин Хорн — агент Талара Грубер
- Джон Лейси — Говард Мэдсон
- Кэти Мориарти — Вивиан Олива
- Майкл Нури — Норман Блэчфорд
- Дэша Поланко — детектив Лори Видер
- Терри Суини[англ.] — Дэвид Галло
- Хосе Суньига — детектив Джордж Наварро

### Приглашённые звёзды
- Разаак Адоти — детектив Пит Джексон
- Винченцо Амато[англ.] — представитель Версаче
- Джек Армстронг — Дж. Пол Бейтлер
- Джон Джон Брионес[англ.] — Модесто Кьюненен
- Нико Эверс-Свинделл[англ.] — Филип Меррилл
- Алекс Фернандес[англ.] — Мэтт Л. Родригес
- Джейкоб Фортнер — Дюк Миглин
- Молли Прайс — менеджер эскорт-агентства
- Пол Шнайдер — Пол Бек
- Тара Саммерс[англ.] — Лора Трэйл
- Тодд Варинг[англ.] — Линкольн Астон
- Майкл Шамус Уайлз[англ.] — детектив Роберт Тичич

## Эпизоды
| № общий | № в сезоне | Название                                                  | Режиссёр             | Автор сценария           | Дата премьеры   | Произв. код | Зрители в США (млн) |
| --- | ---------- | --------------------------------------------------------- | -------------------- | ------------------------ | --------------- | ----------- | ------------------- |
| 11 | 1          | «Человек, который был модой» «The Man Who Would Be Vogue» | Райан Мёрфи          | Том Роб Смит             | 17 января 2018  | 3WAX01      | 2,22                |
| Утром 15 июля 1997 года модельер Джанни Версаче застрелен Эндрю Кьюнененом на пороге своего особняка Casa Casuarina в Майами-Бич, штат Флорида. Семью годами ранее Кьюненен встречает Версаче в гей-клубе в Сан-Франциско и на следующее утро рассказывает своим соседям по комнате об этой вечеринке, выдумав большинство деталей. Кьюненен посещает представление оперы «Каприччио», для которой Версаче создал костюмы, и рассказывает ему придуманную историю своей жизни. В настоящем времени Кьюненен покидает место преступления, убегая от преследующего его партнера Версаче. Версаче доставляют в больницу, где он умирает от полученных ранений. Полиция Майами-Бич начинает расследование убийства вместе с ФБР. Сестра Версаче Донателла и брат Санто начинают обсуждать будущее бизнеса Версаче и отказываются от запланированного ранее размещения акций его компании на Нью-Йоркской бирже, решив остаться семейным предприятием. Кьюненен со злорадной ухмылкой покупает несколько газет, освещающих смерть Версаче. |            |                                                           |                      |                          |                 |             |                     |
| 12 | 2          | «Преследование» «Manhunt»                                 | Нельсон Крэгг        | Том Роб Смит             | 24 января 2018  | 3WAX02      | 1,42                |
| В марте 1994 года Версаче узнает о том, что он ВИЧ-инфицирован, и Донателла немедленно обвиняет Антонио в заражении брата этой болезнью. Три года спустя Кьюненен прибывает в Майами после бегства из Южной Каролины и поселяется в мотеле Normandy Plaza под вымышленным именем. Он занимается проституцией, отдавая свои доходы своему соседу — гомосексуалу и наркоману Ронни, а тем временем его одержимость Версаче растёт. Сам модельер борется с творческим кризисом, в котором обвинила его сестра, и отказывается от предложения Антонио заключить брак. Однажды вечером в ночном клубе Кьюненен замечает Версаче и Антонио и пытается их преследовать, но теряет в толпе. |            |                                                           |                      |                          |                 |             |                     |
| 13 | 3          | «Случайное убийство» «A Random Killing»                   | Гвинет Хордер-Пейтон | Том Роб Смит             | 31 января 2018  | 3WAX03      | 1,26                |
| В мае 1997 года в Чикаго в гараже своего дома обнаружен мёртвым известный девелопер недвижимости и мультимиллионер Ли Миглин. За неделю до этого его жена Мэрилин уезжает для продвижения своей парфюмерной линии, а Миглин приглашает домой Кьюненена, которого он знает как гей-эскорта. Кьюненен измывается над стариком в гараже и в конце концов убивает Миглина, после чего крадёт его автомобиль Lexus. Детективы, расследующие смерть девелопера, обнаруживают рядом с его телом множество порножурналов для геев. Мэрилин настаивает на том, что журналы принадлежали преступнику, и что речь идёт о случайном убийстве во время попытки ограбления. Полиция используют мобильный телефон, встроенный в Lexus, чтобы отследить перемещения Кьюненена, однако он узнаёт об этом после того, как информацию передают по радио. Кьюненен в ярости бросает автомобиль в Пенyсвилле, штат Нью-Джерси, убивает кладбищенского смотрителя Уильяма Риза и крадёт его старый красный пикап. Между тем Мэрилин пытается совладать с горем утраты и продолжает рекламировать свои духи на телевидении. |            |                                                           |                      |                          |                 |             |                     |
| 14 | 4          | «Дом у озера» «House by the Lake»                         | Дэниел Минэхэн       | Том Роб Смит             | 7 февраля 2018  | 3WAX04      | 0,98                |
| 27 апреля 1997 года, за неделю до убийства Ли Миглина в Чикаго, Кьюненен в Миннеаполисе (штат Миннесота) в квартире своего любовника, архитектора Дэвида Мэдсона, забивает до смерти молотком-гвоздодёром Джеффа Трэйла, друга Мэдсона. Эндрю заставляет Мэдсона отказаться от обращения в полицию, объясняя, что они оба будут признаны подозреваемыми. Коллега Мэдсона по архитектурному бюро обнаруживает в его квартире труп Трэйла. К расследованию подключается департамент полиции Миннеаполиса. Полицейские считают Мэдсона виновным в совершении убийства и допрашивают его родителей, но те отвергают обвинения в адрес сына. Тем временем Мэдсон и Кьюненен направляются в Мексику. Когда Дэвид обвиняет Эндрю во лжи, Кьюненен понимает, что разочаровался в возлюбленном, и убивает Мэдсона на берегу озера возле Раш-Сити. |            |                                                           |                      |                          |                 |             |                     |
| 15 | 5          | «Не спрашивайте, не говорите» «Don't Ask Don't Tell»      | Дэниел Минэхэн       | Том Роб Смит             | 14 февраля 2018 | 3WAX05      | 0,91                |
| В июне 1995 года Версаче игнорирует неодобрение Донателлы и рассказывает в интервью гей-журналу «The Advocate» о своей сексуальной ориентации. В ноябре 1995 года в Сан-Диего лейтенант флота США Джефф Трэйл вступается за матроса-гея, жестоко избитого сослуживцами, после чего его самого начинают подозревать в гомосексуальности. Трэйл предпринимает неудачную попытку самоубийства. Впоследствии он отправляется в гей-бар, где знакомится с Кьюнененом. Трэйл соглашается дать интервью CBS о гомофобии в армии, хоть и понимает, что оно положит конец его военной карьере. Два года спустя Кьюненен приезжает в Миннеаполис к Трэйлу и Дэвиду Мэдсону. Оба мужчины, однако, стараются избежать общения с Эндрю. Кьюненен делает Мэдсону предложение пожениться, но тот отказывается. Оскорбленный Кьюненен крадёт именной пистолет из квартиры Трэйла. |            |                                                           |                      |                          |                 |             |                     |
| 16 | 6          | «Спуск» «Descent»                                         | Гвинет Хордер-Пейтон | Том Роб Смит             | 28 февраля 2018 | 3WAX07      | 1,10                |
| В 1996 году Кьюненен живёт в Ла-Холье, штат Калифорния, c пожилым и богатым бизнесменом Норманом Блэчфордом, который оплачивает все его повседневные расходы. На вечернике в честь своего 27-летия Кьюненен с помощью Джеффа Трэйла пытается произвести впечатление на Дэвида Мэдсона, рассказывая вымышленную историю своей жизни и демонстрируя, как все его любят. С днём рождения Эндрю также поздравляет девелопер из Чикаго Ли Миглин. Кьюненен предъявляет Норману список финансовых требований, при выполнении которых он согласится и дальше сожительствовать с ним. Однако бизнесмен отвечает отказом, после чего Эндрю вынужден убраться из его особняка. Кьюненен отправляет отцу Трэйла открытку, давая понять, что его сын — гей. Он также тратит тысячи долларов на ухаживания за Мэдсоном, но тот не хочет поддерживать с ним отношения. У Кьюненена начинается депрессия, которую он пытается преодолеть с помощью наркотиков. Он встречается со своей матерью Мэри Энн и сообщает ей, что отправляется в Миннеаполис. |            |                                                           |                      |                          |                 |             |                     |
| 17 | 7          | «Восхождение» «Ascent»                                    | Гвинет Хордер-Пейтон | Том Роб Смит             | 7 марта 2018    | 3WAX06      | 0,92                |
| В 1992 году в Милане Версаче убеждает Донателлу в том, чтобы после его смерти она переняла управление компанией Versace. Он создаёт для сестры платье, в котором она появляется на гала-вечере в честь 100-летнего юбилея журнала «Vogue» в Нью-Йорке и производит фурор в средствах массовой информации. После того, как у Джанни диагностируют редкую форму рака уха, он решает переехать в Майами на отдых. Донателла вынуждена взять на себя бразды правления компанией. В том же году Кьюненен, который живет в Сан-Диего в крошечной квартирке вместе со своей матерью Мэри Энн, начинает работать в качестве гей-эскорта для пожилых мужчин. Он заводит отношения с Линкольном Астоном, близким другом бизнесмена Нормана Блэчфорда. Он также знакомится в баре с Дэвидом Мэдсоном и проводит с ним ночь в отеле. После возвращения Эндрю становится свидетелем того, как случайный знакомый забивает Астона до смерти. Кьюненен использует убийство Астона как предлог для того, чтобы сблизиться с Норманом Блэчфордом, который разрешает юноше переехать к нему в особняк и заняться его обустройством. Кьюненен съезжает с квартиры матери и врёт ей, что собирается путешествовать по всему миру вместе с Версаче. |            |                                                           |                      |                          |                 |             |                     |
| 18 | 8          | «Создатель / разрушитель» «Creator / Destroyer»           | Мэтт Бомер           | Том Роб Смит и Мэгги Кон | 14 марта 2018   | 3WAX08      | 1,00                |
| В 1957 году в Калабрии, Италия, юный Версаче учится разработке дизайна одежды под руководством своей матери-портнихи. В 1980 году в Сан-Диего, штат Калифорния, семья Кьюнененов переезжает в новый дом. Эндрю является любимчиком своего отца, филиппинца Модесто, который пренебрегает общением с остальными тремя детьми и издевается над женой. Модесто, который предпочитает именовать себя Питом, устраивается на работу брокером в Merrill Lynch, а Эндрю поступает в престижную школу Bishop's. Семь лет спустя, в 1987 году, Кьюненен учится в выпускном классе школы и тайком встречается с пожилыми мужчинами. Тем временем Модесто увольняют с работы в брокерской конторе за присвоение средств пенсионеров, а к расследованию дела о мошенничестве подключается ФБР. Он бросает семью, не оставив ей ни гроша, и скрывается у себя на родине в Маниле. Эндрю находит отца в его родной деревне и предъявляет финансовые претензии, однако тот не собирается делиться миллионами, якобы спрятанными в недоступном месте. Эндрю к своему ужасу понимает, что Модесто — вор и обманщик. Вернувшись в США, он заполняет анкету для трудоустройства в аптеке и врёт менеджеру, что его отец владеет на Филиппинах несколькими ананасовыми плантациями. |            |                                                           |                      |                          |                 |             |                     |
| 19 | 9          | «Один» «Alone»                                            | Дэниел Минэхэн       | Том Роб Смит             | 21 марта 2018   | 3WAX09      | 1,20                |
| Вечером 15 июля 1997 года после убийства Версаче Кьюненен укрывается в плавучем доме в Майами-Бич, пытаясь уйти от преследования полиции и ФБР. Поиском преступника занимаются 400 агентов и детективов. В Тампе, Флорида, ФБР навещает Мэрилин, вдову чикагского девелопера Ли Миглина, и сообщает о том, что Эндрю Кьюненен, который является главным подозреваемым в убийстве её мужа, застрелил Версаче. Мэрилин в целях безопасности предлагают покинуть Флориду, но она отказывается, так как ни разу в своей жизни не пропускала съёмки на телевидении. Кьюненен предпринимает попытку покинуть Майами-Бич, однако выезды с острова перекрыты полицейскими блок-постами, и он вынужден продолжать скрываться. Полиция допрашивает мать Эндрю Мэри Энн и его приятеля Ронни с целью выяснить местонахождение беглеца. Лиззи Коут, ближайшая подруга Кьюненена ещё со школьных времен, обращается к нему по телевидению с просьбой сдаться полиции. Отец Дэвида Мэдсона настаивает на том, что его сын невиновен и является жертвой жестокого убийства. Эндрю в отчаянии звонит в Манилу своему отцу Модесто, который обещает в течение 24 часов прилететь в США. Однако слова Модесто оказываются ложью, и он использует историю своего сына лишь для привлечения внимания СМИ. 22 июля 1997 года в Миланском соборе проходят проводы Версаче с участием принцессы Дианы и Элтона Джона. Накануне Донателла заявляет Антонио, что он не сможет жить в особняках Версаче, как тот рассчитывал. 23 июля полиция узнаёт о самовольном захвате плавучего дома и начинает спецоперацию. Трансляция охоты на Кьюненена, загнанного в угол, ведётся по телевидению в прямом эфире. Когда спецназ входит в дом, Эндрю убивает себя, выстрелив в рот из пистолета. После похорон Антонио пытается покончить жизнь самоубийством, проглотив горсть таблеток. Донателла прощается с братом, ларец с прахом которого установлен в семейном склепе на вилле Fontanelle возле озера Комо в Италии. Служащий в общественном мавзолее прикручивает на стену табличку с именем Эндрю Кьюненена. |            |                                                           |                      |                          |                 |             |                     |

## Производство

### Разработка
О начале работы над проектом «Убийство Джанни Версаче: Американская история преступлений» стало известно 18 октября 2016 года. Согласно первоначальным планам, он должен был стать третьим сезоном сериала, после второго сезона про ураган «Катрину». Сообщалось также, что английский писатель Том Роб Смит станет сценаристом нескольких эпизодов сезона, в то время как исполнительный продюсер Райан Мёрфи станет режиссёром премьеры сезона. Ещё в апреле 2016 года, на следующий день после выхода финала первого сезона, стало известно, что создатели сериала Скотт Александер и Ларри Карезюски не вернутся во втором сезоне.
В июле 2017 года было объявлено, что производство «Катрины» не начнётся раньше 2018 года, и что «Версаче» выйдет в начале 2018 года, заменив «Катрину» в качестве официального второго сезона шоу.
2 октября 2017 года ветеран сериала «Американская история ужасов» Мэтт Бомер был объявлен как режиссёр восьмого эпизода, что стало его режиссёрским дебютом. Во время производства, рабочим названием сезона было «Американская история преступлений: Версаче/Кьюненен»..
В декабре 2017 года, после первого публичного показа, стало известно, что у «Версаче» будет девять эпизодов, несмотря на ранние заявления о том, что будет десять эпизодов.

### Кастинг
В феврале 2017 года Эдгар Рамирес и Даррен Крисс присоединились к актёрскому составу «Убийства Джанни Версаче» в качестве исполнителей ролей Джанни Версаче и Эндрю Кьюненена соответственно. Мёрфи опроверг сообщения о том, что Леди Гага исполнит роль Донателлы Версаче; эту роль получила Пенелопа Крус. В апреле 2017 года было объявлено, что Рики Мартин исполнит роль Антонио Д'Амико, партнёра и любовника Версаче. 28 апреля 2017 года на съёмочной площадке сериала была замечена Аннали Эшфорд. 21 июля 2017 года журнал «Entertainment Weekly» сообщил, что Эшфорд сыграет роль Элизабет Коут, подруги Кьюненена по средней школе, в то время как ветеран сериала «Гримм» Нико Эверс-Свинделл исполнит роль её мужа, Филипа Меррилла.
5 мая 2017 года Мёрфи объявил через свой аккаунт в Инстаграме, что Макс Гринфилд присоединился к актёрскому составу, опубликовав фото Гринфилда и Крисса на съёмочной площадке. 21 июня 2017 года было объявлено, что Финн Уиттрок снимется в «Убийстве Джанни Версаче», сыграв Джеффри Трэйла, первую жертву Кьюненена.

### Съёмки
По данным нескольких отчётов и фото со съёмок, основные съёмки второго сезона начались в начале мая 2017 года в Майами. Как показал Даррен Крисс в своём аккаунте в Твиттере, съёмки закончились в течение недели 13 ноября.